# Рудник Майхура
Рудник Майхура — колишній (а можливо і майбутній) гірничодобувний майданчик на півночі Таджикистану, в південній частині Гісарського хребта (сточище річки Варзоб, що має устя поблизу столиці Таджикистану Душанбе).
Вольфрамовий рудопрояв Майхура виявили в 1938 році, а наступного року тут почалась більш ґрунтовна розвідка. Також є відомості, що в 1941-му на тлі активних пошуків сировини для задоволення потреб воєнної промисловості стартували певні роботи з розробки. За описом одного з геологів, у середині 1950-х провадилась дорозвідка родовища, при цьому в скелі на висоті близько двох сотень метрів були наявні виходи штолень. Нарешті, також є відомості про розробку Майхури в 1960-х роках.
У середині 2000-х анонсувались плани розробки родовища із залученням Такобського гірничо-збагачувального комбінату, який знаходився у складній ситуації після припинення розробки свого базового флюоритового родовища. Втім, станом на середину 2020-х цей проєкт так і не був реалізований.